# Mestolobes homalopa
Mestolobes homalopa là một loài bướm đêm thuộc họ Crambidae. Nó là loài đặc hữu của Maui.